# Duális képzés
A duális képzés lényege, hogy az egyetemi hallgató az elméleti oktatást felsőoktatási intézményben végzi, a gyakorlati képzés pedig a választott partnerszervezetnél történik. A duális képzésben részt vevő hallgatók így bepillantást nyerhetnek a választott partnerszervezet működésébe, megismerik a vállalati kultúrát, valamint a legkiválóbb szakemberektől tanulhatják meg a szakma alapjait. Tanulmányaik befejezésekor pedig már olyan versenyképes tudással és gyakorlattal rendelkezhetnek, ami hatalmas előnyhöz juttathatja őket karrierjük elindításában, sőt lehet, hogy már munkaszerződéssel a zsebükben vehetik át diplomájukat.
Az átadott tapasztalatok mellett a partnerszervezetek – egész évben – hallgatói díjazással jutalmazzák a hallgatókat, valamint béren kívüli juttatásokat (pl. cafeteria, utazási költségtérítés, lakhatási támogatás) is adhatnak számukra, így anyagilag is függetlenné válhatnak.

## A duális képzés igényének okai
Manapság jellemző, hogy a legtöbb diák a középiskolát befejezve főiskolákon, egyetemeken folytatja tanulmányait. Ennek az lehet az oka, hogy a rendszerváltás idején jelentős változáson ment keresztül a szakképzés rendszere: a nehézipart leépítették és rengeteg állami vállalkozást szüntettek meg. Ez azt eredményezte, hogy mára túlkínálat van a diplomás értelmiségből, akik ebből kifolyólag nehezen találnak diplomájuknak megfelelő munkahelyet, míg kevesen maradtak azok, akik szakmát tanulnak. Mivel az idő előrehaladtával ehhez kapcsolódó problémák jelentek meg a gazdaságban, az országok arra törekedtek, hogy egy olyan megoldást találjanak, mely orvosolni tudja az aktuális problémákat.

## A duális képzés megvalósítása
A megoldást az oktatási rendszer reformjában találta meg Németország. Kialakította a duális képzés rendszerét, mely a felsőoktatás és a vállalatok igényének összehangolása, együttműködése nyomán kialakuló képzésforma. Míg az elméleti oktatás szakiskolában, a gyakorlati képzés üzemekben, vállalatoknál történik. Az iskolák feladata, hogy az általános műveltséget és a szakelméleti ismereteket átadják, míg az üzemi képzés a szakmai képességeket fejleszti. Ez a képzésforma a felsőoktatás, gazdaság és munkaerőpiac még szorosabb összekapcsolódását eredményezi, ugyanis a duális képzésben töltött évek alatt a hallgató piacképes tudásra tesz szert.

## Előnyei
A duális képzés számos előnyt hordoz magában mind a képzésben részt vevő hallgató, mind az üzemek, vállalatok számára. Egy diák a képzés elvégzése után a diploma mellett álláshoz is jut, hiszen az őt foglalkoztató vállalat szívesen látja viszont a saját igényeinek megfelelő szakembert. A diák a képzés alatt részt vesz projektekben, a vállalat által nyújtott technológiával ismerkedhet meg, valamint egyszerű a szakdolgozati téma megválasztása is, és megírásához minden segítséget megkap a vállalattól. A legjobb szakemberektől tanulhatja jövendőbeli szakmája alapjait és nap mint nap új emberekkel és kihívásokkal találkozhat. A projektfeladat-központú oktatás felelősségvállalásra ösztönöz, a nemzetközi közeg pedig arra ad lehetőséget, hogy a diák napi szinten használja nyelvtudását a gyakorlatban.
Egy vállalat számára azért kifizetődő ez a képzésforma, mert viszonylag hamar képes az elhivatott diákok bevonására, valamint a felsőoktatási intézmény a munkaerőpiac számára kompetens diplomás szakembereket bocsát ki. Csökken mindkét fél kockázata, ugyanis az iskolából való kilépés és a munkapiacra történő belépés összecsúszik.

## Hátrányai
A duális képzésnek azonban megvannak a maga hátulütői is. A vállalat szempontjából eredménycsökkenés várható, ugyanis a tanulók kiemelt figyelmet igényelnek a gyakorlati oktatás során, ami miatt az oktatást végző szakemberek nem tudnak megfelelőképp részt venni a termelésben. Kockázatot jelent a vállalat számára, hogy a képzésből adódó költségek teljes egészében a ránehezednek. A duális képzés árnyoldala továbbá, hogy több szakember szerint a tanulás képességét veszik el a gyerekektől. Kiderült, hogy sok esetben a szakiskolák többsége gyenge képességű diákokkal szembesül, akik számára az alapvető ismeretek, mint például az írás, olvasás és számolás is nehézséget okoznak.Hátráltató tényező, hogy a megrendelő nem minden esetben nézi el, ha diákok is dolgoznak a főállású munkatársak mellett.

## Különbség
A különbséget a hagyományos felsőoktatástól tehát az jelenti, hogy a duális képzésben az oktatási intézményekben folytatott elméleti és a vállalatoknál zajló gyakorlati képzés párhuzamosan történik, valamint az, hogy duális képzés esetén a vállalat a minimálbér legalább 60%-a körüli összeget fizet a hallgatóknak a képzés teljes ideje alatt.1